# Robert Enke
Robert Enke (Jena, 24 de agosto de 1977 — Neustadt am Rübenberge, 10 de novembro de 2009) foi um futebolista alemão que atuava como guarda-redes.

## Carreira
Enke iniciou sua carreira no Carl Zeiss Jena, depois atuou pelo Mönchengladbach, Benfica, Barcelona, Fenerbahçe, Tenerife e Hannover 96, equipe onde era capitão até a data da sua morte.

### Seleção nacional
Pela Seleção Alemã Sub-21, jogou 15 partidas entre 1997 e 1999.
Já pela Seleção principal de seu país, jogou 8 partidas entre 2007 e 2009. Participou também da Copa das Confederações de 1999 e da Euro 2008.

## Morte
Robert Enke cometeu suicídio em 10 de Novembro de 2009, aos 32 anos, num cruzamento ferroviário em Eilvese, Neustadt am Rübenberge, a 30 km de Hanôver. O corpo do alemão foi encontrado junto a uma passagem de nível. O comboio que o matou estava a uma velocidade de 160 km/h e o automóvel de Enke estava estacionado a alguns metros dos trilhos, destrancado e com sua carteira dentro.
Um amigo e a esposa de Enke afirmaram que ele se encontrava em depressão há seis anos, principalmente após a morte de sua filha Lara, em 2006, e que ele vinha a ser tratado pelo psiquiatra Valentin Markser. No dia do suicídio, segundo o médico, Enke recusou-se a comparecer à consulta alegando sentir-se bem. Em Setembro de 2009, Enke também havia sofrido uma infecção intestinal que o afastou dos relvados por dois meses.
A polícia encontrou uma nota de suicídio de Enke e pessoas ligadas ao jogador confirmaram seu suicídio.
Muitos fãs reuniram-se imediatamente nos arredores da AWD-Arena para depositar flores, acender velas e assinar o livro de condolências. Um dos seus anteriores clubes, o Barcelona, realizou um minuto de silêncio antes de uma partida realizada na noite após a sua morte. Um minuto de silêncio também seria realizado em todos os jogos da Bundesliga durante as rondas de 21 e 22 de Novembro, assim como na partida do Benfica na Taça de Portugal e no jogo da Taça Pauleta. Seu último clube, o Hannover 96, aposentou o seu número 1.
A Seleção Alemã cancelou um jogo amigável contra o Chile, que seria realizado no dia 14 de Novembro, em respeito à sua morte. Enke deixou esposa, Teresa, e uma filha adotiva, Leila.

### Enterro
Enke foi enterrado em 15 de Novembro, numa homenagem que reuniu cerca de 45 mil pessoas em Hanôver. Familiares, amigos, outros futebolistas alemães e adeptos  juntaram-se para um tributo a Enke.
As dezenas de milhares de pessoas  reuniram-se na AWD-Arena, estádio do Hannover 96, onde o caixão do goleiro foi colocado no meio-de-campo. O presidente do clube, Martin Kind, declarou que "Enke foi um número um no melhor sentido da palavra. É por isso que hoje temos os corações tão pesados".
Após a homenagem, o corpo de Enke foi enterrado próximo ao de sua filha num cemitério na região de Hannover.

## Premiações
Hannover 96
- Melhor guarda-redes do Campeonato Alemão: 2008–09